# Barbara Widmer
Barbara Widmer-Taylor (* 18. Februar 1954 in Winterthur) ist eine Schweizer Jazzmusikerin (Piano), die auch als Keramikerin tätig ist.

## Leben und Wirken
Widmer erhielt ab dem Alter von 10 Jahren klassischen Klavierunterricht. Während des Studiums lernte sie autodidaktisch Blues- und Jazzpiano zu spielen.
Etwa 1975 spielte Widmer in Winterthur in einer Band traditionellen Jazz; hieraus entwickelte sich die Burgundy Street New Orleans Jazzband, die auch mit Sammy Rimington und mit Lillian Boutté auftrat. Dreimal reiste Widmer in den 1980er Jahren nach New Orleans, wo sie die Gelegenheit erhielt, mit Veteranen des New Orleans Jazz zu spielen. Ab 1991 war sie Mitglied im britischen Quartett The Delta Four (mit dem Klarinettisten Chris Blount, dem Banjospieler Bob Rowbotham und dem Bassisten Tony Taylor), mit der sie über die Jahre hinweg viele Auftritte an Festivals in Sargans, Meilen und Einsiedeln sowie zahlreiche Clubkonzerte spielte. 1998 wurde das Ensemble zum Sextett erweitert und firmierte nun als Barbara Widmer's New Revival Band, mit der sie weiterhin, auch mit Gästen wie Barry Martyn, Rudi Balliu oder Colin T. Dawson, tourte und auf Festivals wie Rapperswil Jazz ’n Blues, Jubilee Basel, Jazztage Lenk, Beringer Jazztage, Jazztage Bülach auftrat.
Nach der vorzeitigen Pensionierung als Gynäkologin und ihrem Umzug nach Südfrankreich 2003 begann sie als bildende Künstlerin zu arbeiten. Sie präsentierte ihre Kunst auf mehreren Gruppenausstellungen und erhielt Preise. Daneben tourte sie bis 2013 weiterhin regelmässig mit ihrer Gruppe; damals war es immer noch ein Alleinstellungsmerkmal in der traditionellen Jazzszene, das sie als Frau die Band leitete.

## Diskographische Hinweise
- Barbara Widmer New Revival Band: Dream - Of New Orleans (Raymer 1998)
- Barbara Widmer New Revival Band My Blue Heaven (Raymer 2000)
- Sweet Mary Cat with Tony Taylor & Barbara Widmer: A Concert @ The Hot Club de Lyon (G.H.B. 2004)